# Heinz Pauck
Heinz Pauck (* 18. März 1904 in Bielefeld; † 28. Juli 1986 in Reinbek) war ein deutscher Drehbuchautor.

## Leben
Er studierte 1924 bis 1927 an den Universitäten von Berlin, München und Göttingen Germanistik und Theaterwissenschaften. Ab 1927 arbeitete er als Journalist in Berlin. Bis 1936 schrieb er als Feuilleton-Redakteur vornehmlich Theaterkritiken, dann wurde er Dramaturg bei der Europafilm und 1938 bei der Tobis, für die er auch seine ersten Drehbücher lieferte. 1939 bis 1945 verbrachte er in Krieg und Gefangenschaft.
1945 ließ er sich in Hamburg nieder und wirkte dort als Theaterkritiker und Mitarbeiter beim NWDR. 1947 bis 1953 war er zugleich Dramaturg bei der Produktionsfirma NDF in München, 1954 wurde er Chefdramaturg bei der Capitol-Film.
Pauck erwarb sich in den 50er Jahren einen Ruf als renommierter Drehbuchautor. Als einer der  wenigen Autoren der Adenauer-Ära flocht er gelegentlich in Produktionen wie Die Zürcher Verlobung und Das Wirtshaus im Spessart witzig-humorvolle Anspielungen auf die damalige Gegenwart ein. Regisseure dieser Filme waren besonders Kurt Hoffmann und Helmut Käutner.
Seit Mitte der 60er Jahre arbeitete Pauck nur noch für das Fernsehen. 1984 erhielt er das Filmband in Gold für langjähriges und hervorragendes Wirken im deutschen Film.

## Filmografie
- 1938: Skandal um den Hahn
- 1938: Die Pfingstorgel
- 1949: Heimliches Rendezvous
- 1950: Der Mann, der zweimal leben wollte
- 1951: Fanfaren der Liebe
- 1953: Käpt’n Bay-Bay
- 1953: Jonny rettet Nebrador
- 1955: Der Hauptmann und sein Held (als Karl-Wilhelm Vivier)
- 1955: Meine Kinder und ich
- 1956: Ein Mädchen aus Flandern
- 1957: Die Zürcher Verlobung
- 1957: Lemkes sel. Witwe
- 1957: Die Freundin meines Mannes
- 1958: Das Wirtshaus im Spessart
- 1958: Wir Wunderkinder
- 1959: Der Engel, der seine Harfe versetzte
- 1959: Das schöne Abenteuer
- 1959: Die Brücke (als Karl-Wilhelm Vivier)
- 1960: Lampenfieber
- 1960: Das Spukschloß im Spessart
- 1961: Das Wunder des Malachias
- 1961: Die Schatten werden länger
- 1964: Schwejks Flegeljahre
- 1964: Heirate mich, Chéri
- 1965: Dr. med. Hiob Prätorius
- 1966: Robin Hood, der edle Räuber
- 1969/70: Junger Herr auf altem Hof (Serie)
- 1972: Unsere heile Welt (Serie)
- 1973: Die Powenzbande (Mehrteiler)
- 1973/74 Sergeant Berry
- 1981: Goldene Zeiten – Bittere Zeiten (Mehrteiler)
- 1983: Wagen 106 (Fernsehserie, mehrere Folgen)